# 三洛县
三洛县，一译森洛县，是柬埔寨马德望省下辖的一个县。
这里曾是红色高棉的重要根据地。1967年至1968年期间，这里发生了由左翼势力发动的三洛起义。